# Discophora mindorana
Discophora mindorana är en fjärilsart som beskrevs av Hans Fruhstorfer 1911. Discophora mindorana ingår i släktet Discophora och familjen praktfjärilar. Inga underarter finns listade i Catalogue of Life.